# Whyte and Mackay

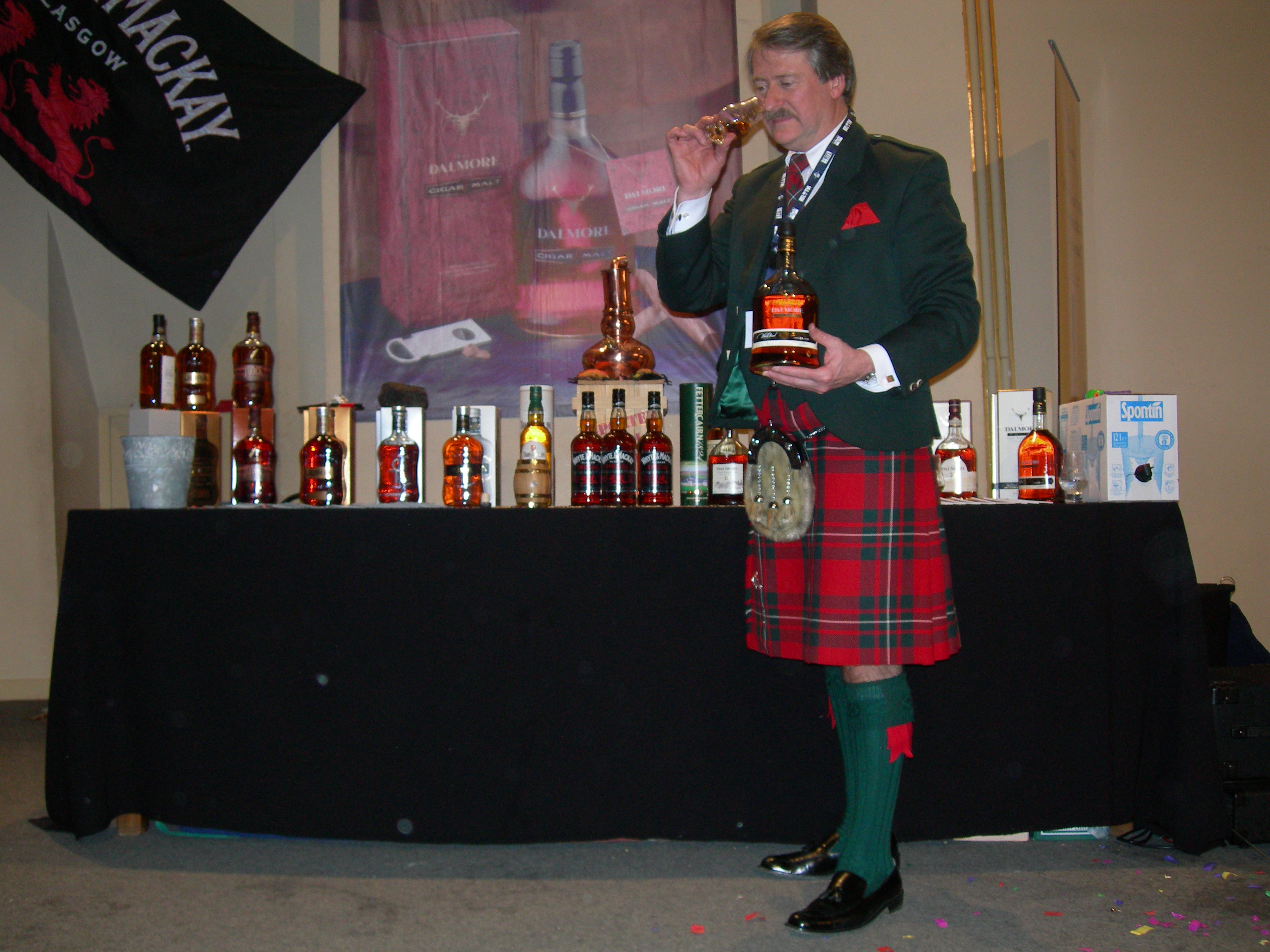
Stand van Whyte and Mackay op de beurs "Whisky Live" in Verviers, 2006

Whyte and Mackay Ltd is een Schots bedrijf dat alcoholische dranken produceert. Het werd opgericht in 1844, door Charles Mackay en James Whyte en is gevestigd in Glasgow. Sinds mei 2007 is Whyte en Mackay eigendom van United Breweries Group, een groot Indiaas conglomeraat onder leiding van Vijay Mallya.
Whyte en Mackay waren sponsors van de Engelse profvoetbalclub Leeds United van 2003 tot en met 2006. Het merk sponsort momenteel de Scottish Premier Leagueclub Hibernian, de Royal Challengers Bangalore in de IPL, de Premier League Darts en het Force Indiateam in de Formule 1, ook eigendom van Vijay Mallya.